# Arthur Werner
Arthur Werner (né le 15 avril 1877 à Berlin, mort le 27 juillet 1967 dans la même ville) est le premier bourgmestre-gouverneur de Berlin après la Seconde Guerre mondiale.

## Biographie
Après le lycée, Arthur Werner commence en 1898 des études de droit à l'université de Berlin, puis poursuit dans le domaine de l'architecture à la Technische Hochschule Charlottenburg. En 1907, il devient ingénieur et ouvre une école privée, la Schinkel-Akademie, qui devient l'une des écoles techniques les plus connues de Berlin après la guerre. En 1912, il obtient un doctorat en ingénierie à l'École polytechnique de Dantzig. Mobilisé comme lieutenant d'infanterie pendant la Première Guerre mondiale, il est gravement blessé.
Opposé au nazisme, il est membre du NSDAP de janvier 1932 à novembre 1932 à la demande de KPD,. En 1942, il doit fermer son école, car il forme aussi des étudiants d'origine juive.
Le 17 mai 1945, Arthur Werner, sans parti, est nommé bourgmestre-gouverneur de Berlin par le commandement soviétique, succédant ainsi à Ludwig Steeg. Le commandement allié se rallie plus tard à ce choix. Après les premières élections libres à Berlin le 20 octobre 1946, il laisse sa place au social-démocrate Otto Ostrowski.
Au printemps 1946, il est nommé professeur honoraire d'architecture à l'Université technique de Berlin. Fin 1950, l'école du bâtiment  rouvre à Berlin-Lichterfelde. En 1954, il se présente comme candidat sans parti sur la liste du SED aux élections législatives à Berlin-Ouest.
En 1954, il est décoré de l'ordre du Mérite patriotique de la RDA et en 1960 de la Bannière du Travail.

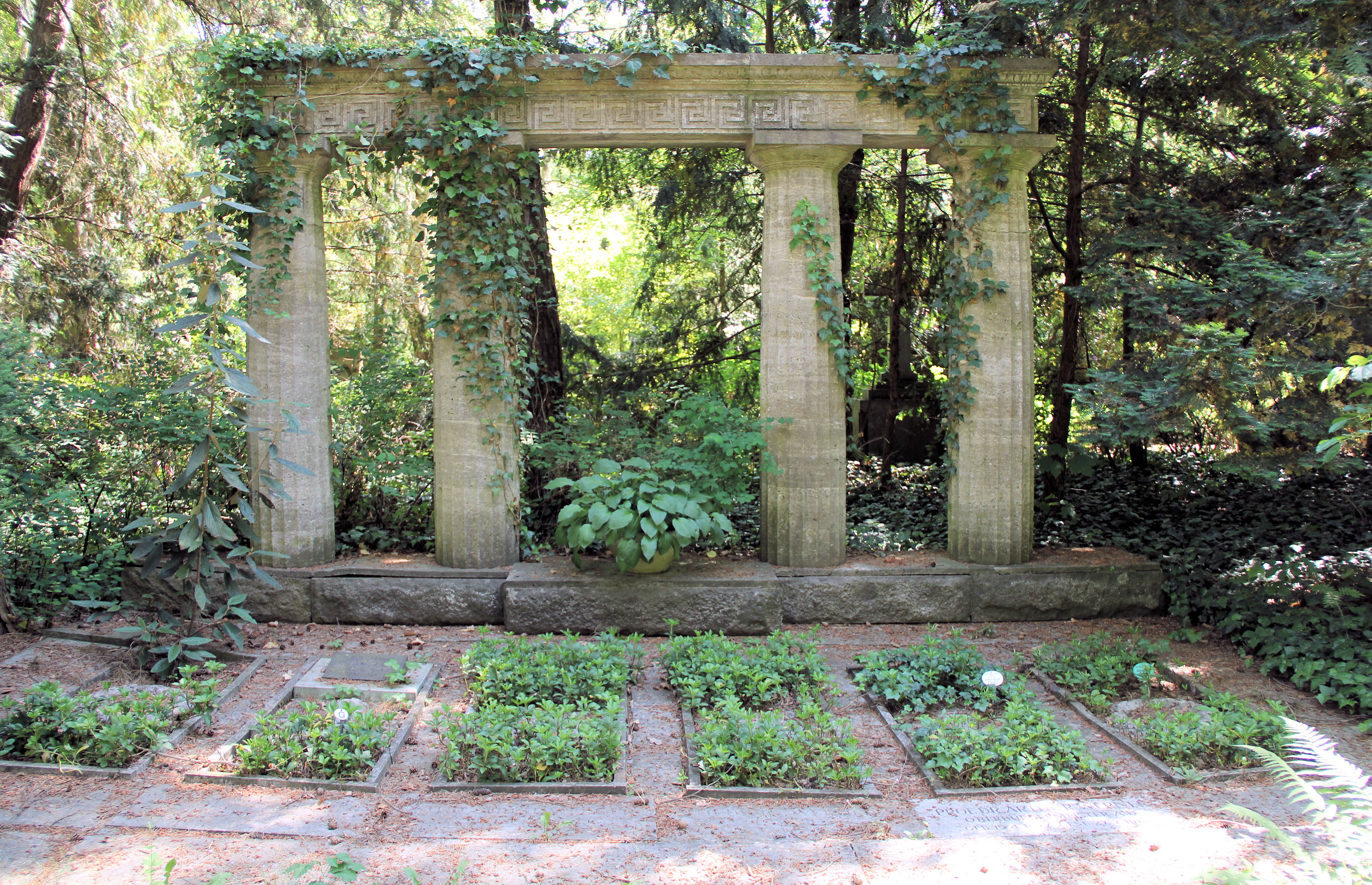
Tombe d'Arthur Werner (2e à partir de la droite).

Arthur Werner est enterré au cimetière du parc de Lichterfelde. Par résolution du Sénat de Berlin, sa dernière demeure est classée Ehrengrab (tombe d'honneur) du land de Berlin en août 2021. Accordée pour une durée de vingt ans, cette distinction peut ensuite être prolongée.

## Source, notes et références
- (de) Cet article est partiellement ou en totalité issu de l’article de Wikipédia en allemand intitulé « Arthur Werner » (voir la liste des auteurs).

1. 1 2 3 4  (de) « Werner, Arthur », sur bundesstiftung-aufarbeitung.de.
2. ↑  (de) Harry Waibel, Diener vieler Herren : Ehemalige NS-Funktionäre in der SBZ/DDR. Lang, Frankfurt am Main 2011  (ISBN 978-3-631-63542-1) p. 366
3. ↑  (de) « Ehrengrabstätten/Liste der Berliner Ehrengrabstätten (Stand: August 2021) PDF », sur berlin.de.